# Ixora backeri
Ixora backeri är en måreväxtart som beskrevs av Cornelis Eliza Bertus Bremekamp. Ixora backeri ingår i släktet Ixora och familjen måreväxter. Inga underarter finns listade i Catalogue of Life.